# Спіймати злодія
«Спіймати злодія» (англ. To Catch a Thief) — романтичний трилер режисера Альфреда Гічкока за сценарієм Джона Майкла Гейза, який був знятий 1955 року за мотивами однойменного роману Девіда Доджа. Постійний оператор режисера Роберт Беркс був удостоєний премії «Оскар» за свою роботу.

## Сюжет

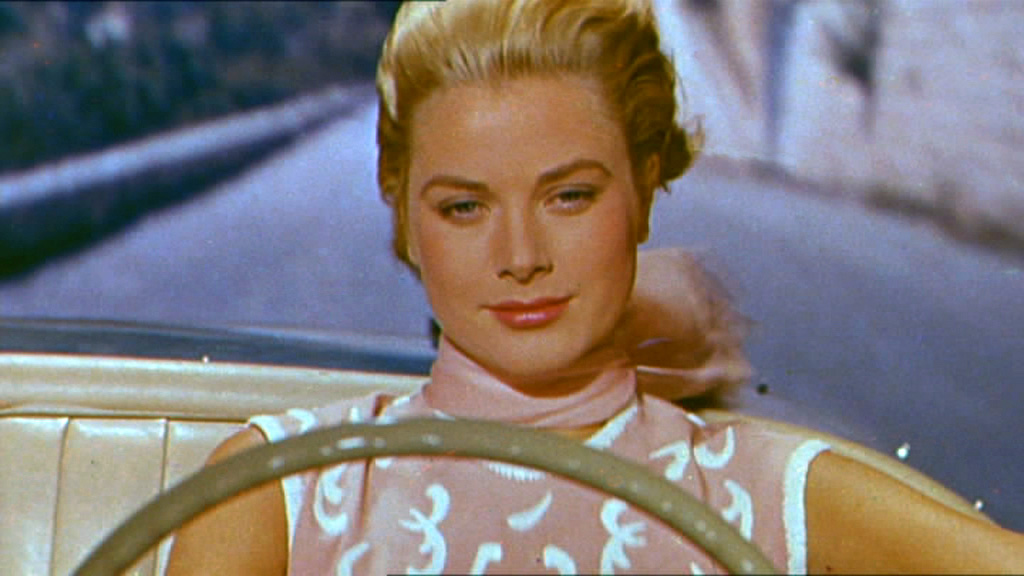
Грейс Келлі у ролі Френсіс Стівенс

Досвідчений злодій Джон Робі (Кері Грант) на прізвисько «Кіт», живе на Французькій Рив'єрі. Він давно покинув кримінальне минуле, «вийшов на пенсію», живе на віллі та вирощує квіти і виноград. Але його душевний спокій порушує поліція, яка й далі завжди підозрює його, коли стається якийсь злочин. Щоб врятувати свою репутацію і не потрапити до в'язниці, Джон Робі змушений зловити невідомого грабіжника, який викрадає коштовності у заможних туристів, імітуючи методи самого «Кота».

## В ролях
- Кері Грант — Джон Робі
- Грейс Келлі — Френсіс Стівенс
- Джессі Ройс Лендіс — Джессі Стівенс
- Джон Вільямс — Г'юсон
- Шарль Ванель — Бертані
- Бріжит Обер — Даніель Фуссар
- Жан Мартинеллі — Фуссар
- Жоржетт Аніс — Жермен

У фільмі присутнє камео Альфреда Гічкока — пасажир в автобусі, що сидить ліворуч від Джона Робі.

## Нагороди
Фільм отримав «Оскара» і був номінований ще у двох категоріях.
- 1956 — Премія «Оскар»:[3]
  - Найкраща операторська робота — Роберт Беркс

### Номінації
- 1956 — Премія «Оскар»:
  - Найкращі декорації;
  - Найкращі костюми;
- 1955 — Венеціанський кінофестиваль:
  - Золотий лев — Альфред Гічкок